# Strejk

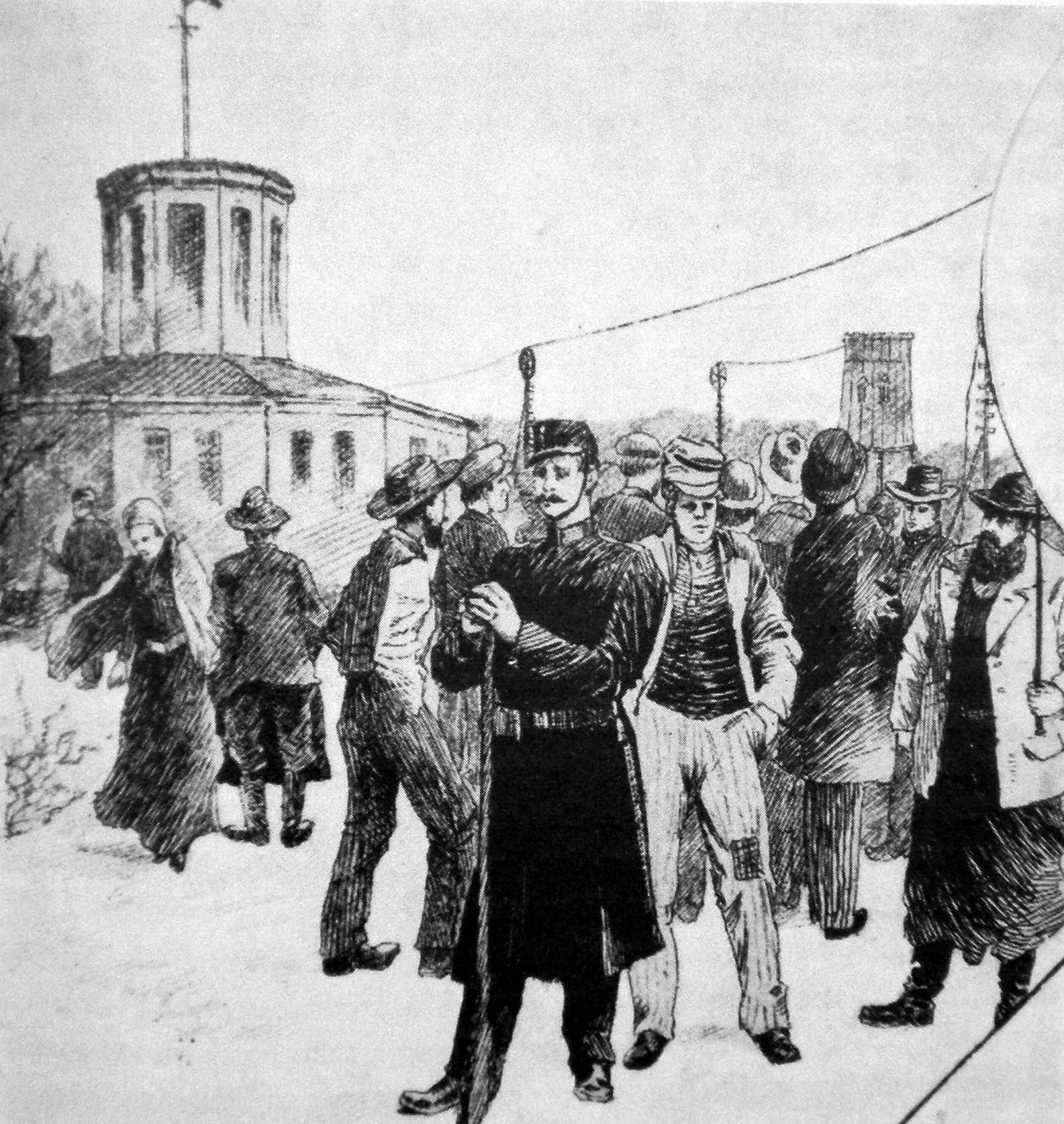
Strejkande gruvarbetare framför Risbergsschaktet i april 1891, se Norbergsstrejken.

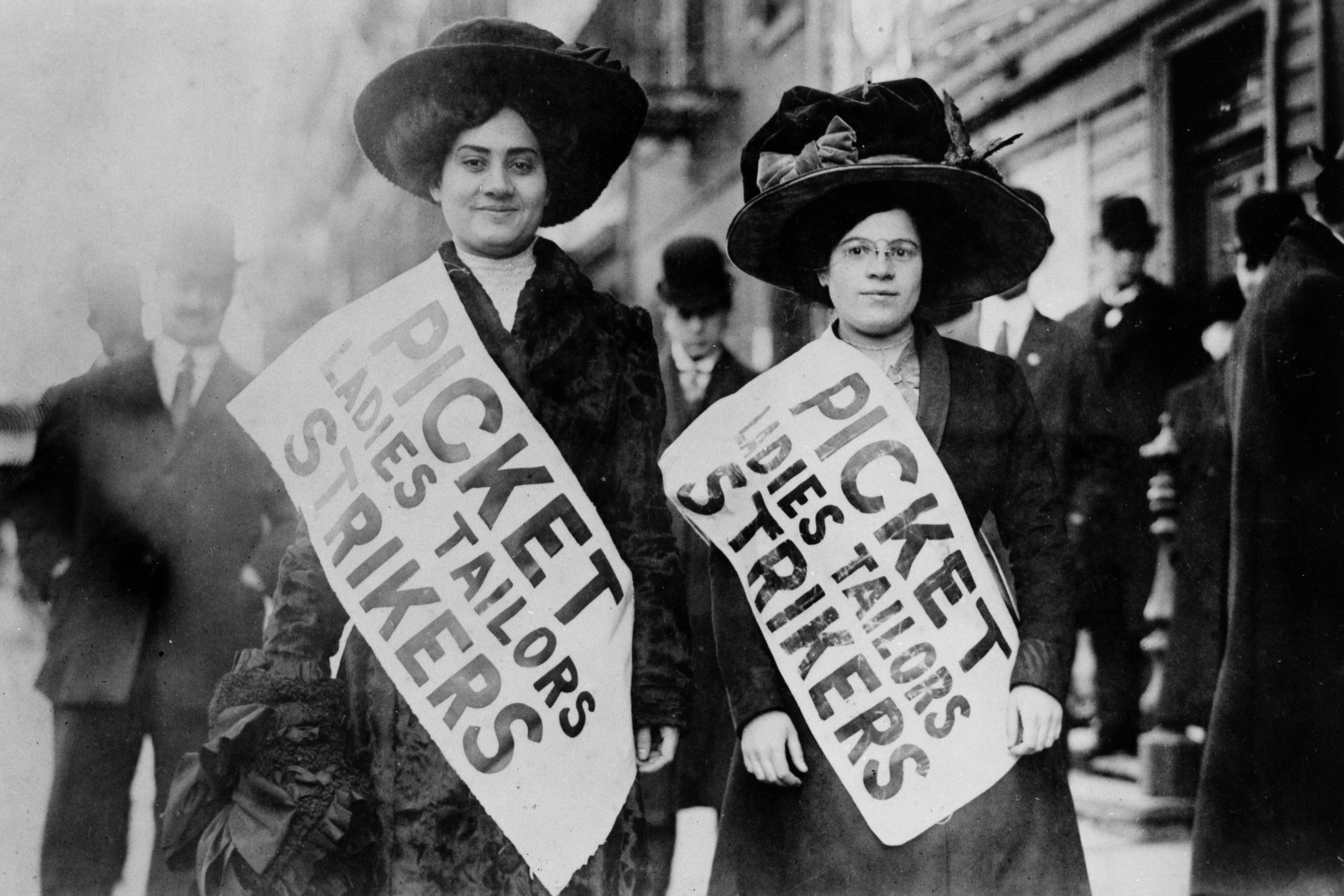
Skräddare strejkar i New York, USA, 1910.

Strejker och lockouter i Sverige år 1903-2005. Antal arbetsinställelser och andel anställda som berörts.

En strejk innebär att arbetare på en arbetsplats lägger ned arbetet i syfte att påverka arbetsgivaren. 
Strejk har ända sedan fackföreningsrörelsens första tid varit arbetstagarnas yttersta stridsåtgärd i arbetskonflikter. Vid en strejk försöker de strejkande ofta att blockera arbetsplatsen så att inget eller endast begränsat arbete kan utföras där. Under fackföreningsrörelsens barndom uppkom ibland våldsamma konflikter  mellan strejkande och strejkbrytare, (se till exempel Amaltheadådet), eller mellan strejkande och samhällets ordningsmakt företrädd av polis eller militär, (se till exempel Sundsvallsstrejken och Ådalshändelserna).
I moderna avtalsrörelser är strejk fortfarande de reformistiska fackföreningarnas yttersta åtgärd, motsvarat av arbetsgivarnas möjlighet till lockout. Som en markering av förhandlingspositionen kan då en strejk utlysas till ett visst datum. Vilka som skall delta i strejken talas också om. Strejken kan avse alla anställda inom ett eller flera fackförbund i hela branscher eller begränsas till särskilt utvalda nyckelpersoner eller gälla bara deltid (jämför övertidsblockad).
Från syndikalistiskt håll ansågs redan 1910 strejk vara ett otillräckligt medel för att säkerställa verkställandet av arbetarnas mål i klasskampen. I stället sökte man finna på nya sätt för att nå sina mål, men behöll idén om generalstrejken som en framtida metod för det slutliga genomförandet av socialiseringen och införandet av det frihetligt socialistiska samhället. Generalstrejken är en storstrejk som förlamar hela samhällsproduktionen för kortare eller längre tid. Historiens första vilda generalstrejk genomfördes i Frankrike i maj 1968.

## Historia

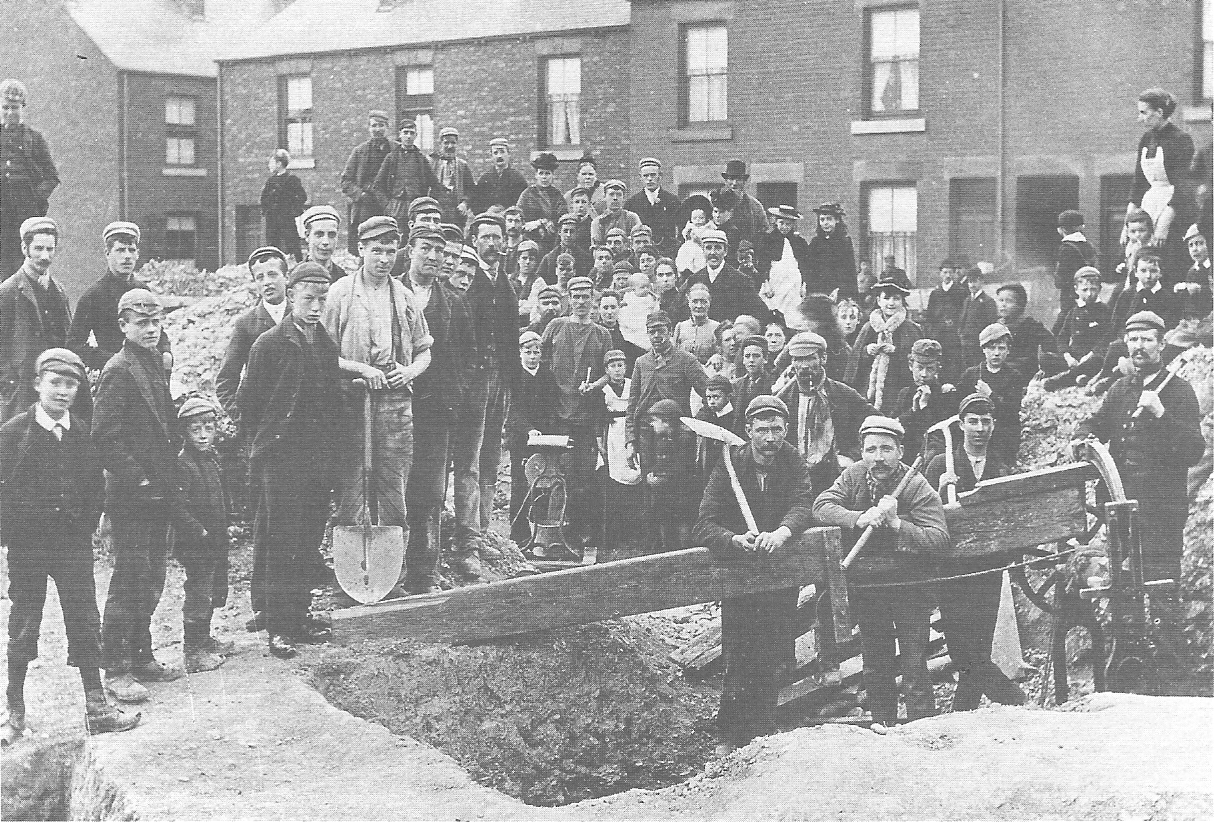
Kolbrytarstrejken i Sheffield 1893.

Den första strejk i historien som är dokumenterad utspelades i Egypten för 3000 år sedan då arbetare på ett gravmonument lade ner arbetet i protest mot uteblivna matransoner. Konflikten vanns av arbetarna. Strejker motsvaras i viss mån av gesälluppror under 1700-talet men är i huvudsak en företeelse som uppkom i samband med industrialismens genomslag. På de stora industriarbetsplatserna som då skapades ersattes ägaren av ett aktiebolag och det personliga förhållandet mellan en arbetsgivare och arbetstagarna försvann. Samtidigt blev detta grogrunden för fackföreningsrörelsens och socialismens framväxande i takt med att arbetarna i allt högre grad organiserade sig och gemensamt krävde förändringar av arbetsvillkor, löner, arbetstider och anställningstrygghet. Strejker har emellertid använts även för politiska ändamål, så kallade politiska strejker - den Politiska storstrejken 1902 hade exempelvis som syfte att understryka kraven på allmän rösträtt. Storstrejker (generalstrejker eller masstrejker) där konflikter sprider sig till flera områden, ofta som sympatiåtgärder, förekom tidigt (Belgien 1893, 1902 och 1913, Ryssland och Finland 1905 och 1917, Ungern 1907). Den svenska storstrejken 1909 är ett typexempel på denna typ av generalstrejk, även i internationellt perspektiv.[källa behövs]

### Internationellt

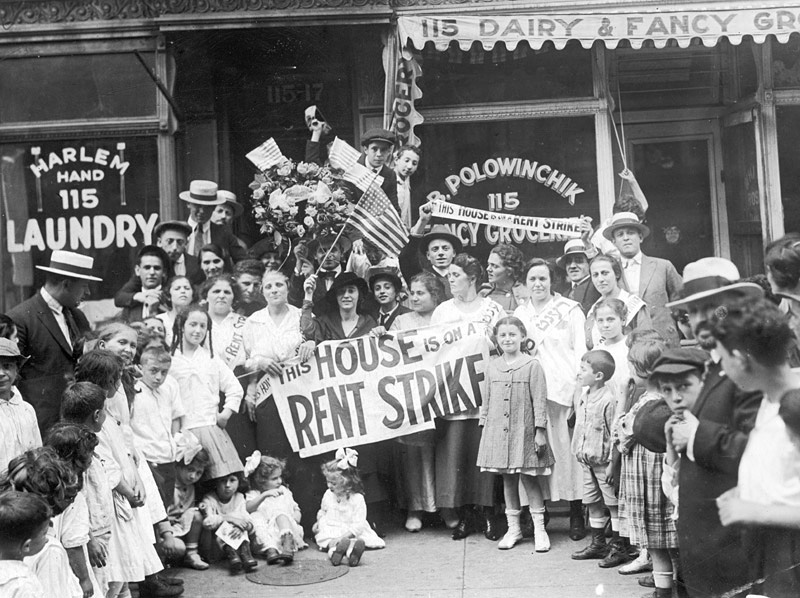
Hyresstrejk i New York, USA, 1919.

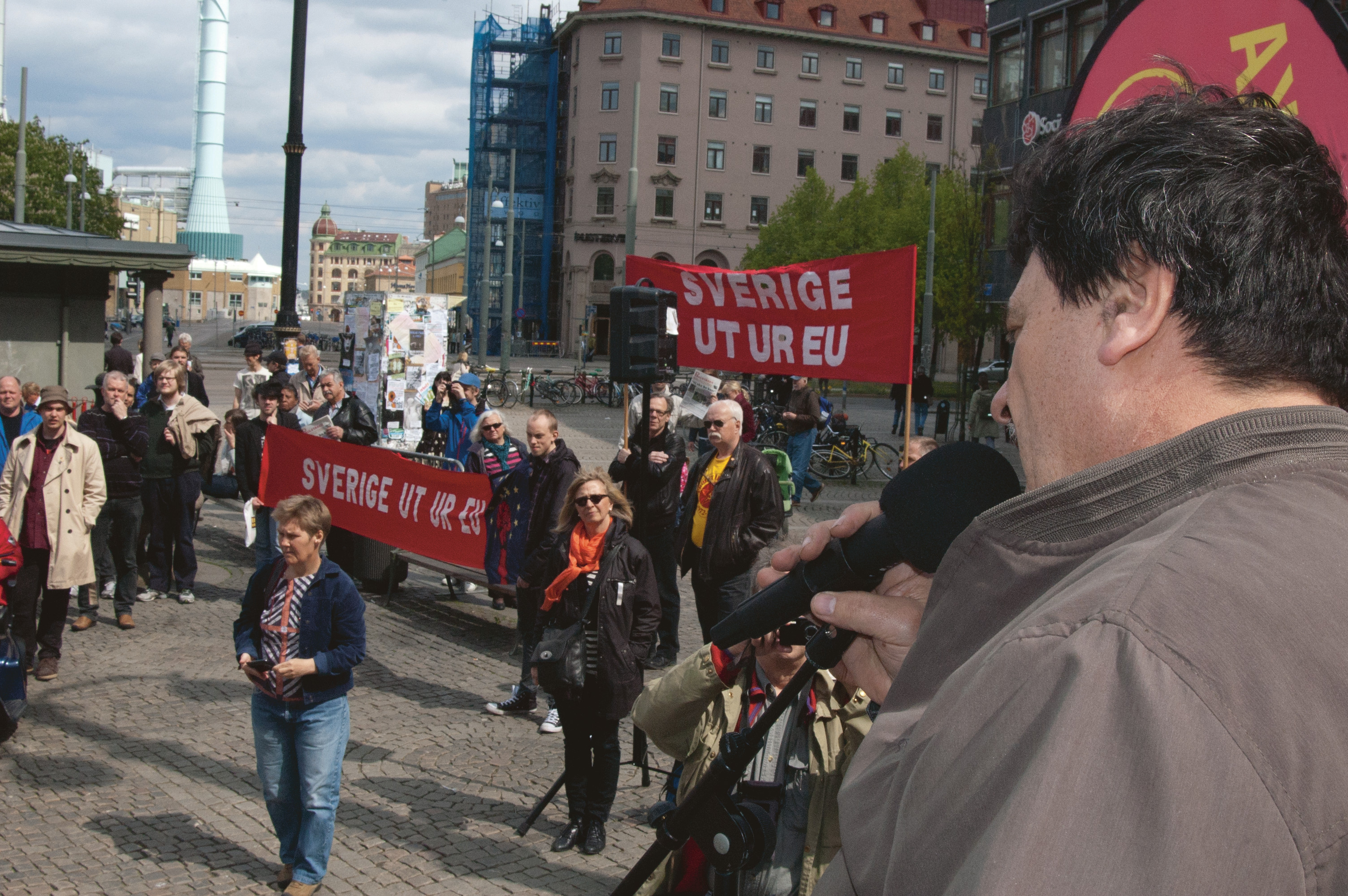
Solidaritetsmöte i maj 2012 på Järntorget, Göteborg för strejkande grekiska stålarbetare på verket Elliniki Halivurja.

En milstolpe i fackföreningsrörelsens historia är generalstrejken i Chicago, Illinois 1886, då 300 000 arbetare strejkade (inkluderat strejkande i andra städer än Chicago) för 8 timmars arbetsdag. Konflikten fick våldsamma följder med flera arbetare dödade, den s.k. Haymarketmassakern, och datumet, den 1 maj, lever vidare i den internationella arbetarrörelsens firande av första maj.

### Finland
Den första strejk som är känd i Finland ägde rum redan 1491, då hamn- och transportarbetarna i Åbo lade ner arbetet. I motsats till de flesta andra medeltida strejker avvecklades denna konflikt utan blodsutgjutelse, och arbetstagarna lyckades därtill genomdriva sina krav på högre löner. Den första industriella strejkkonflikten inträffade 1677 på Svartå bruk. Några år senare (1683) utbröt en strejk på Nystads glasbruk, men på 1700-talet lyste av olika orsaker strejker nästan helt med sin frånvaro. På 1800-talet omtalas bland annat en strejk vid ett husbygge i Tammerfors 1829; på 1840-talet förekom strejker i Viborg, 1856 i Uleåborg. Den första strejken av "nutida" snitt uppges ha ägt rum 1872 i Helsingfors, där typograferna gick i strejk.
Strejker under de sista decennierna av 1800-talet föranleddes i regel av lokalt begränsade arbetstvister och berörde i allmänhet inte den egentliga industriarbetarbefolkningen, utan hantverkare, såsom skomakare, skräddare etc. Året 1896 utgjorde en vändpunkt; härefter ägde en allt högre grad av förhandsplanering av strejker rum, vartill det ideologiska inslaget växte i takt med den expanderande fackföreningsrörelsen. Parallellt med denna uppstod en organiserad arbetsgivarpart, som av olika orsaker kom att vara den dominerande på arbetsmarknaden fram till 1940-talet; bland annat inverkade inskränkningarna i den politiska och fackliga friheten efter finska inbördeskriget 1918 och depressionen på 1930-talet.
Av de större strejkerna före första världskriget var storstrejken 1905 närmast en allmän politisk demonstration, men redan under de följande åren kom löne- och arbetstidsfrågor att bli de mest brännande. Under tiden mellan de båda världskrigen bistods arbetsgivarna av strejkbrytarorganisationen Exportfred. Denna hade till uppgift att bryta strejker av "politisk" natur, främst i hamnarna ("ekonomiska" strejker, så deklarerade man, skulle få ha sin gång). På 1920- och 1930-talen var fackföreningsrörelsen ytterst kraftlös; så hade den till exempel 1929 förgäves försökt åstadkomma en generalstrejk till stöd för de hungerstrejkande politiska fångarna i Ekenäs.
En ny era inleddes efter vapenstilleståndet 1944; det ökade inflytandet bottnade i den förändrade samhällsatmosfären och i ett starkt stegrat medlemsantal i de fackliga organisationerna. Under de första efterkrigsåren användes strejker inte enbart som medel att tillkämpa arbetstagarna ekonomiska fördelar, utan i stor utsträckning även som politiskt vapen och inte minst som tillhygge i kampen mellan socialdemokrater och kommunister om makten inom fackföreningsrörelsen. Lokalt kunde strejker av mera speciell natur uppträda; så till exempel utbröt i Kemi i början av februari 1945 strejkoroligheter förorsakade av livsmedelsbrist (främst brist på potatis). I sistnämnda stad utbröt 1949 en strejkkonflikt där det bakomliggande motivet var att misskreditera den socialdemokratiska regeringen; den ledde till att den kommunistiska rörelsen fick martyrer i form av två dödsoffer.
Under åren efter andra världskriget framförde Finlands fackföreningars centralförbund upprepade gånger hot om total arbetsnedläggelse, vilket slutligen utmynnade i generalstrejken 1956. Bland övriga strejker under 1900-talets senare del märks den arbetskonflikt som 1971 lamslog metallindustrin och som i högsta grad hade karaktären av en maktkamp om förbundet mellan socialdemokrater och kommunister. Sedan förbudet för tjänstemän att delta i strejker upphävdes 1970, har tjänstemannastrejker blivit allt vanligare. En av de mest segslitna inträffade 1986, då Tjänstemannaförbundet strejkade i nästan sju veckor. Ett nytt drag i strejkbilden som har väckt protester inte bara bland arbetsgivarna under de senaste decennierna är det faktum att relativt fåtaliga nyckelgrupper kan lamslå hela samhället eller tillfoga landets ekonomi avsevärd skada när de lägger ned arbetet för att genomdriva sina krav. Strejkbenägenheten har av flera orsaker avtagit avsevärt sedan början av 1990-talet; en faktor som otvivelaktigt har spelat in är upplösningen av kommunistpartiet, som alltsedan åren efter andra världskriget framkallade åtskilliga strejker i det uppenbara syftet att skapa oro i samhället.

### Sverige
Strejker förekom i Sverige långt innan den industriella revolutionen. I Sala silvergruva lade gruvdrängar ner arbetet 1552 och krävde högre lön. Kungen, Gustav Vasa, ingrep och brännmärkte aktionen som "myteri". De strejkande fängslades och några av dem avrättades troligen – avrättning var då ett vanligt straff för myterister och andra upprorsmakare.
År 1696 ägde en strejk rum vid Falu koppargruva. Den första stora industristrejken, då benämnd "arbetsvägran", inleddes år 1760 vid Jönköpings gevärsfaktori.. Cirka 300-400 arbetare strejkade. Efter nästan två års strejk fick arbetarna rätt och beviljades av riksdagen "i nåder" 25 224 daler, 13 öre och 13 penningar silvermynt utbetalat retroaktivt.     
En uppmärksammad strejkaktion i Sverige var Sundsvallsstrejken 1879, som också var den mest omfattande under hela 1800-talet. Den tidiga fackföreningshistorien i Sverige kulminerade i 1909 års storstrejk och skotten i Ådalen 1931.
Vid 1909 års storstrejk var som mest omkring 250 000 arbetare inblandade i stridsåtgärder (under augusti 1909). Strejken slutade dock i vad många LO-medlemmar ansåg vara ett nederlag eftersom strejkkassorna tröt, och många valde därför att återgå till arbetet efter ett par månaders strejk. Splittringen inom LO ledde till att en fraktion bröt sig ur och bildade SAC, Syndikalisternas fackförbund.  
Mellankrigstiden var i Sverige en oerhört strejkfylld tid. Både SAC och LO-förbunden gick ofta i strejk med varierande framgångar. 1939 skrev LO och SAF, arbetsgivarnas förbund, under det så kallade Saltsjöbadsavtalet som reglerade vissa förhållanden inom svenskt arbetsliv, bland annat tilläts varje arbetare att gå med i ett fackförbund om denne så önskade medan SAF å sin sida fick igenom paragraf §32, "varje arbetsgivare har rätt att ensam fördela arbetet". Man kom även överens om fredsplikt, det vill säga att under tiden som ett avtal gäller har ingendera sida rätt att förändra avtalet.

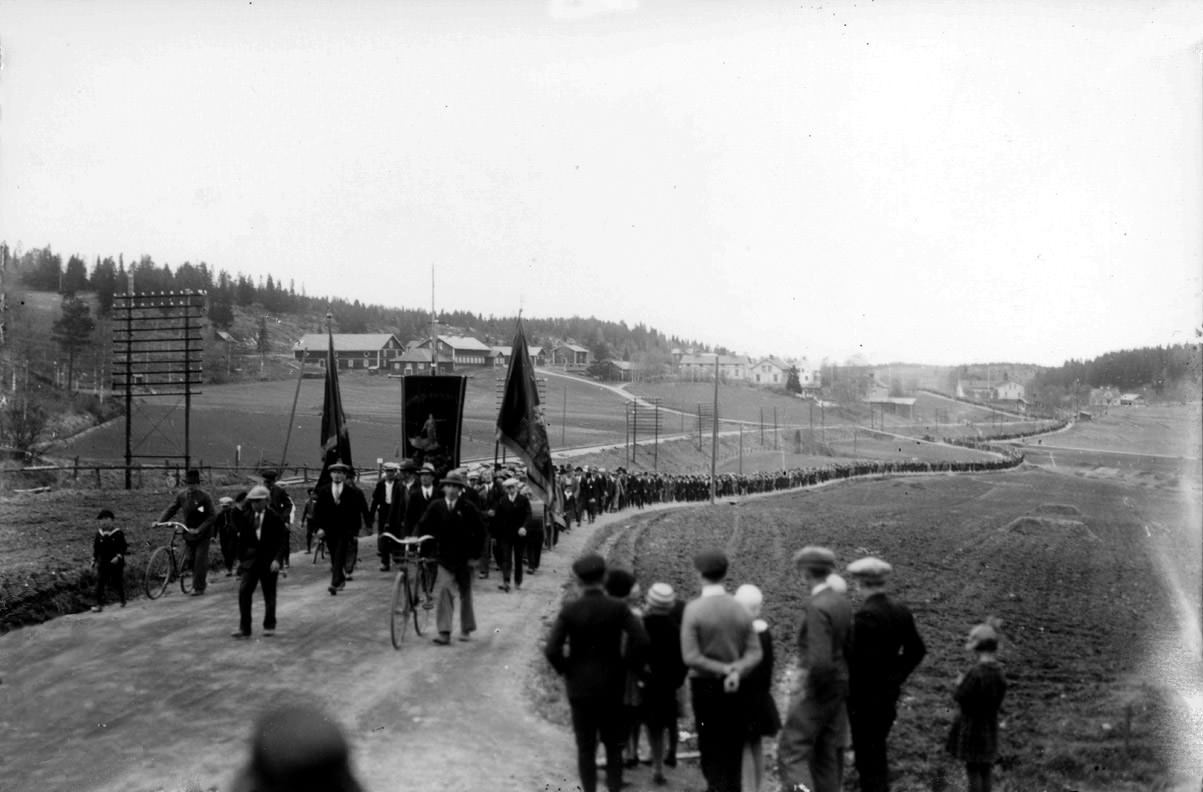
Ådalshändelserna 1931. Strejkande arbetare tågar mot Lunde där strejkbrytare huserar. En stund senare öppnar militären eld mot tåget och fem arbetare stupar, ytterligare fem såras.

Perioden mellan slutet av Andra världskriget och slutet av 1960-talet var en historiskt lugn period i Sverige avseende strejker efter den stora Metallstrejken 1945.
1969 utbröt i Malmfälten en vild strejk i LKABs gruvor. Arbetarna i gruvorna var missnöjda med de nyss framförhandlade avtalet mellan Gruvarbetarförbundet och LKAB, med arbetsmiljön och arbetsordningen och vägrade återgå till arbetet fast det rådde fredsplikt. Strejken fick ett oerhört genomslag i dåtidens medier och blev för regeringen Palme en svår belastning då LKAB var ett statligt ägt företag där missförhållanden nu exponerades. Sex miljoner kronor samlades in av allmänheten till de strejkande och deras familjer. Konflikten löste sig efter ett drygt halvår våren 1970. Vilda strejker förekom mycket ofta under 1970-talet med den stora Skogsarbetarstrejken 1975 som kulmen, där arbetarna fick igenom sitt huvudkrav på fast månadslön. Totalt beräknas  1312 olovliga stridsåtgärder ha genomförts i Sverige på 1970-talet,  eller om man så vill ungefär en ny strejk var tredje dag. Medbestämmandelagen (MBL) infördes 1976 vilket gav arbetsköparen större rätt att avskeda arbetssäljare vid vild strejk.
I 1980 års avtalsrörelse försökte SAF få igenom ett 0%-lönebud till arbetsgivarna, detta med hänsyn till det rådande ogynnsamma ekonomiska läget i Sverige och världen. LO-förbunden vägrade acceptera budet och storkonflikten 1980 var ett faktum. Konflikten, som innefattade omfattande strejker och lockouter, löste sig efter ett par veckor genom att LO fick igenom ett 7% lönepåslag.

#### Förekomst av strejker i olika branscher
Den tidiga historien dominerades av strejker inom tillverkningsindustrin. Särskilt vanliga var strejker på industrier med råvaruförädling och industrin i storstäderna. Högst strejkfrekvens fanns i Norrland, Stockholm, Göteborg och Malmö.[källa behövs]
I modern tid har konflikter som gått till strejk blivit ovanligare inom den privata sektorn. eller har konflikterna hanterats så att endast mindre strejker och lockouter kommit till stånd. I takt med allt hårdare ekonomiska villkor i den offentliga sektorn har denna istället drabbats av allt fler konflikter.
Under hösten 2023 inträffade två uppmärksammade konflikter för att få till stånd kollektivavtal i företag som står i spetsen för den digitala och gröna omställningen: Klarna (digitala betaltjänster) och Tesla (elbilstillverkare). Hos Klarna varslade Unionen om strejk (hann aldrig träda i kraft innan företaget gick med på ett avtal, dock med Finansförbundet, Akavia och Sveriges ingenjörer). I Teslas serviceverkstäder i Sverige inledde IF Metall en strejk som följdes av sympatiåtgärder från flera andra LO-förbund och TCO-förbundet ST.

## Regelverk

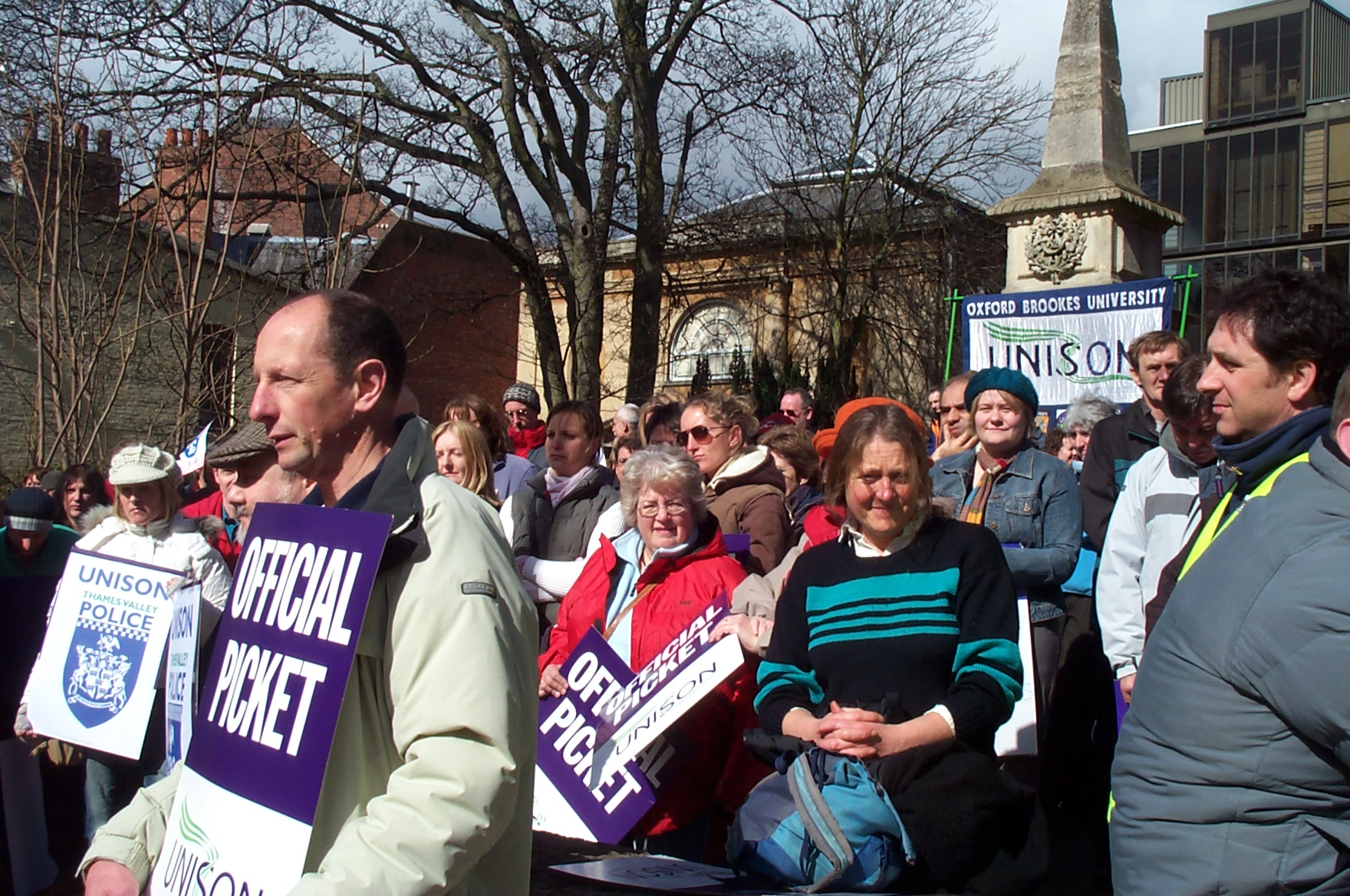
Strejkande i Oxford, 2006.

Rätten att strejka är skyddad i den svenska grundlagen, men har i modern tid begränsats dels genom lagstiftning och dels genom fredsplikt i avtal mellan å ena sidan fackföreningar och å andra sidan arbetsgivarorganisationer (se avtalsrörelse). Stridsåtgärder som sker under den period avtalen löper klassas som avtalsbrott och kan beläggas med skadestånd. Ett undantag är sympatistrejker, som i Sverige är tillåtna under förutsättning att den stridsåtgärd som strejken avser stödja är tillåten. Här skiljer sig det svenska regelverket från exempelvis det i Storbritannien där sympatistrejker är förbjudna. En vild strejk är en strejk som inte följer dessa regler och historiskt sett den vanligaste formen.
I Sverige skyddas rätten att strejka av regeringsformen 14 § 2 kap: "En förening av arbetstagare samt arbetsgivare och en förening av arbetsgivare har rätt att vidta stridsåtgärder på arbetsmarknaden, om inte annat följer av lag eller avtal."

### Medling
I en konflikt som pågått en tid eller som hotar att medföra bestående skador för inblandade eller tredje part kan medlare utses, under vissa förhållanden kan medling påtvingas parterna. I yttersta fall kan ett medlingsbud påtvingas parterna genom lagstiftning.